# Bomolocha nigrobasalis
Bomolocha nigrobasalis là một loài bướm đêm trong họ Noctuidae.